# Джелькир, Кедафи
Кедафи́ Джельки́р (фр. Khedafi Djelkhir, род. 26 октября 1983 года в Безансоне) — французский боксёр-профессионал алжирского происхождения, вице-чемпион Олимпийских игр 2008 года, призёр чемпионата Европы 2004 года, член Олимпийской сборной Франции 2004 и 2008 годов.

## Любительская карьера
Кедафи участвовал на чемпионате Европы 2004 года, где дошёл до финала и проиграл боксёру из Германии, Виталию Тайберту.
Принимал участие на чемпионатах мира 2005 и 2009 года, но проигрывал в отборочных кругах.
В 2007 году завоевал титул чемпиона Европейского союза, победив в финале ирландца, Карла Фрэмптона.
В 2008 году принял участие на Олимпийских играх. В полуфинале техническим решением победил боксёра из Узбекистана, Шахина Имранова, а в финале был разгромлен и трижды отправлен в нокдаун в первом раунде украинцем, Василием Ломаченко (1:9, RSC 1 (1:51)).

## Профессиональная карьера
В 2009 году перешёл в профессионалы.
Выиграл первые 7 поединков, и вышел на бой за звание чемпиона Франции в полулёгком весе с непобеждённым соотечественником, Энтони Аримани (10-0). Джелькир победил по очкам.
8 июня 2012 года Кедафи нокаутировал во втором раунде колумбийца Франклина Терана, и завоевал интерконтинентальный титул чемпиона мира по версии WBO.
Осенью 2012 года по причине травмы, принял решение завершить спортивную карьеру, и сосредоточился на работе советника мэра по делам молодежи в родном городе Безансоне.
В сентябре 2013 года снова вышел на ринг, и выиграл бой нокаутом. после этого боя, принял участие в турнире полупрофессиональной лиги бокса. Выступил за итальянскую команду, Dolce & Gabbana Italia Thunder, в которой провёл 4 поединка, три из которых выиграл.